# كنيسة مهلذان
كنيسة مهلذان (بالفارسية: کلیسای مهلذان) هي كنيسة تاريخية تعود إلى عصر السلالة الصفوية، وتقع في مقاطعة خوي.